# Paralaea hypsilopha
Paralaea hypsilopha là một loài bướm đêm trong họ Geometridae.